# Грабовниця (Свентокшиське воєводство)
Грабовниця (пол. Grabownica) — село в Польщі, у гміні Лопушно Келецького повіту Свентокшиського воєводства.
Населення — 220 осіб (2011).
У 1975-1998 роках село належало до Келецького воєводства.

## Демографія
Демографічна структура на день 31 березня 2011 року:
|          | Загалом | Допрацездатний вік | Працездатний вік | Постпрацездатний вік |
| -------- | ------- | ------------------ | ---------------- | -------------------- |
| Чоловіки | 111     | 29                 | 72               | 10                   |
| Жінки    | 109     | 30                 | 62               | 17                   |
| Разом    | 220     | 59                 | 134              | 27                   |